# Мескашор
Мескашор — посёлок в составе городского округа Воркута Республики Коми.

## Географическое положение
Посёлок находится на правом берегу Усы примерно в 6,5 км к югу от посёлка Сивомаскинский и в 120 км к юго-западу от Воркуты.

## Климат
Климат умеренно-континентальный, лето короткое и холодное, зима многоснежная, продолжительная и суровая. Климат формируется в условиях малого количества солнечной радиации зимой, под воздействием северных морей и интенсивного западного переноса воздушных масс. Вынос теплого морского воздуха, связанный с прохождением атлантических циклонов, и частые вторжения арктического воздуха с Северного Ледовитого океана придают погоде большую неустойчивость в течение всего года. Годовая амплитуда составляет 32,7 °C. Самым теплым месяцем года является июль (средняя месячная температура +12,4°С), самым холодным месяцем — январь (-20,3°С). Среднегодовая температура воздуха −6,0 °C. Число дней со средней суточной температурой воздуха выше нуля градусов составляет 125.

## История
Возник в 1938 году как подсобное хозяйство комбината «Воркутауголь». В 1939 году вблизи посёлка застряла баржа с продовольствием, для её снятия с мели были пригнаны заключенные со строящейся вблизи железной дороги. После снятия баржи, часть заключенных, которые были специалисты Тимирязевской академии, оставили в подсобном хозяйстве для развития сельского хозяйства. В 1940 году на базе подхоза был организован совхоз «Горняк». Населённый пункт официально зарегистрирован был только в 1952 году, как посёлок Горняк. Решением ПВС РСФСР от 15.06.1976 года посёлок Горняк был переименован в МЕскашор.

## Население
| 2002 | 2010 |
| ---- | ---- |
| 444  | ↘54  |